# Sea queens
Sea queens (dosł. morskie królowe) to w gwarze LGBT Polari termin opisujący gejów pracujących w żegludze, głównie na pokładzie statków handlowych. Przeważnie byli zniewieściali, pracowali w rozrywce lub jako kelnerzy na statkach wycieczkowych, i stawali się często "morskimi żonami" heteroseksualnych żeglarzy na czas podróży. April Ashley, transpłciowa modelka i weteranka brytyjskiej marynarki handlowej, odwołuje się do nich w swojej autobiografii, są też oni opisywani w opowiadaniach gejów, które znajdują się w archiwum ustnym Hall-Carpenter w Bibliotece Brytyjskiej. 

## Źródła
- Hello sailor!: the hidden history of gay life at sea, Paul Baker &  Jo Stanley, Pearson Education (2003) p. 80
- Polari—the lost language of gay men, Paul Baker, Routledge (2002), p. 71
- Fantabulosa: A Dictionary of Polari and Gay Slang by Paul Baker, Continuum International Publishing Group Ltd. (17 Oct 2002)
- The changing room: sex, drag and theatre, Laurence Senelick, Routledge (2000), p. 340
- A storm in a teacup, UK Channel 4 (1993)
- Vested interests: cross-dressing & cultural anxiety, Marjorie B. Garber,Routledge (1992),p. 57
- Walking after midnight: gay men's life stories (Hall Carpenter Archives),  Margot Farnham and Paul Marshall, Routledge, 1989
- Men in frocks, Kris Kirk &  Ed Heath, GMP (University of Michigan), 1984